# Alfred Döblin
Alfred Döblin   (Szczecin, 10 d'agost de 1878 - Emmendingen, 26 de juny de 1957) fou novel·lista, assagista i metge alemany, mundialment conegut per la seva novel·la Berlin Alexanderplatz (1929). Escriptor prolífic l'obra del qual abasta més de mig segle i una àmplia varietat de moviments i estils literaris, Döblin és una de les figures més importants del modernisme literari alemany.

## Biografia

### 1878 - 1918
Bruno Alfred Döblin va néixer el 10 d'agost de 1878 a la casa de Bollwerk 37 a Stettin (Szczecin), Pomerània, actualment Szczecin a Polònia, una ciutat portuària al que llavors era la Província de Pomerània.
Va ser el quart de cinc fills nascuts de Max Döblin (1846-1921), un mestre sastre de Posen (Poznań), i Sophie Döblin (1844-1920), cognom de soltera Freudenheim, la filla d'un comerciant. El seu germà gran era l'actor Hugo Döblin. El matrimoni dels seus pares es va caracteritzar per una tensió entre els interessos artístics multifacètics de Max, a la qual cosa Döblin després atribuiria les seves inclinacions artístiques i les dels seus germans, i el genial pragmatisme de Sophie. Els Döblin eren jueus assimilats i Alfred es va adonar d'un antisemitisme ampli i social des del principi.
La seva família es va mudar a Berlín en 1898. Després d'obtenir l'Abitur (el batxillerat) el 1900, Döblin es va matricular a la Universitat Friedrich Wilhelm (ara Universitat Humboldt de Berlín) i va començar a estudiar medicina general. Al maig de 1904 es va mudar a Friburg de Brisgòvia per continuar els estudis, i es va centrar en la neurologia i la psiquiatria. Va començar la tesi doctoral ("Alteracions de la memòria en la psicosi de Korsakoff") el semestre d'hivern del curs 1904-05 a la clínica psiquiàtrica de Friburg. La tesi, completada a l'abril de 1905, va ser publicada aquell mateix any per Klett Verlag, de Berlín. Va sol·licitar beques a Berlín i a Stettin, on aparentment va ser rebutjat a causa dels seus orígens jueus, abans d'acceptar una feina de curta durada com a metge assistent en un asil regional a Regensburg. El 15 d'octubre de 1906 va entrar a treballar a la clínica psiquiàtrica de Berlín a Buch, on va treballar com a metge assistent durant gairebé dos anys. Després va ser traslladat a l'hospital de la ciutat Am Urban, on es va dedicar a la medicina interna amb un renovat interès. Va obrir la primera consulta privada a l'octubre de 1911 a Blücherstrasse, 18, al barri berlinès de Kreuzberg, abans de traslladar-se a Frankfurter Allee, 184, situada en una zona oriental de Berlín de classe treballadora.
Durant els anys d'estudiant, es va interessar en la Filosofia, sobretot en Immanuel Kant, Arthur Schopenhauer i Friedrich Nietzsche. Un dels seus companys d'aquella època va ser Filareto Kavernido. Quan va acabar els estudis, va treballar com a periodista a Ratisbona i a Berlín, abans de guanyar-se un lloc com a psiquiatre en el barri de classe treballadora d'Alexanderplatz. Durant aquest temps va escriure diverses novel·les, però no se'n va publicar cap fins al 1915, quan va sortir Die Drei Sprünge donis Wang-lun (Els tres salts de Wang-lun), que va guanyar el Premi Fontane. Durant la I Guerra Mundial Döblin va exercir de metge en l'exèrcit alemany, però va continuar escrivint. La novel·la històrica Wallenstein, situada en la Guerra dels Trenta Anys, la va escriure en aquest període.

### 1919 - 1933
En 1920 Döblin es va afiliar a l'Associació d'Escriptors Alemanys (Schutzverband Deutscher Schriftsteller) i en 1924 es va convertir en el seu president. Va ser membre del grup 1925 al costat de Bertolt Brecht. En 1929 es va publicar Berlin Alexanderplatz. Escrita parcialment en alemany col·loquial, barrejant diversos punts de vista, veus i registres, amb un estil semblant al de James Joyce, conta la història de Franz Biberkopf, un exconvicte que es veu arrossegat cada vegada més en un submón de crim i delinqüència del qual no pot escapar. Ell mateix va col·laborar en la primera versió cinematogràfica de la novel·la, dirigida en 1931 per Piel Jutzi. La història de Franz Biberkopf va ser adaptada per a la televisió en 1980 per Rainer Werner Fassbinder en una sèrie de catorze capítols.

### 1933 - 1957
Quan els nazis van arribar al poder a Alemanya, Döblin va fugir a Suïssa i després als Estats Units, on va treballar per a la Metro-Goldwyn-Mayer a Hollywood. En 1941 Döblin es va convertir al Catolicisme influenciat per la lectura de Søren Kierkegaard i Baruch Spinoza. En 1945 va tornar a Europa i va treballar per al Ministeri de Cultura de França. Va tornar a Alemanya i es va instal·lar a Baden-Baden, on va treballar com a editor d'una revista però, disgustat per l'entorn polític del seu país natal, va tornar a França (tenia la nacionalitat francesa des de 1936). En 1956 Döblin va ingressar en un sanatori on va vivia pràcticament paralitzat. Va morir en Emmendingen a l'any següent.

## Obres
- Die drei Sprünge des Wang-Lun (Els tres salts de Wang-Lun, 1915)
- Wallenstein (1920)
- Berge, Meere und Giganten (Muntanyes, mars i gegants, 1924)
- Berlin Alexanderplatz (1929)
- Pardon wird nicht gegeben (No hi haurà perdó, 1935)
- November 1918 (1937-1942), història de l'esfondrament de l'Imperi Alemany.
- Der unsterbliche Mensch (L'home immortal, 1946).